# یونلا تارلی
یونلا تارلی (رومانیایی: Ionela Târlea؛ زادهٔ ۹ فوریهٔ ۱۹۷۶) ورزشکار دو و میدانی اهل رومانی است.